# Chi Huệ đá
Chi Huệ đá (danh pháp khoa học: Peliosanthes) là một chi thực vật có hoa, với khu vực phân bố ở miền đông châu Á.
Trong hệ thống phân loại APG III nó được đặt trong phân họ Nolinoideae (trước đây là họ Ruscaceae) của họ Asparagaceae.

## Danh sách loài
- Peliosanthes aperta[5]: Huệ đá không cánh.
- Peliosanthes argenteostriata[6]
- Peliosanthes arunachalensis[7]
- Peliosanthes brevicoronata[8]
- Peliosanthes caesia
- Peliosanthes cambodiana[9]
- Peliosanthes choriandra[10]
- Peliosanthes curnberlegii
- Peliosanthes dehongensis
- Peliosanthes densiflora[11]
- Peliosanthes divaricatanthera
- Peliosanthes elegans[5]: Huệ đá đẹp.
- Peliosanthes gracilipes
- Peliosanthes grandiflora[6]: Huệ đá hoa to.
- Peliosanthes griffithii
  - Peliosanthes griffithii var. breviracemosa[12]
- Peliosanthes hexagona[11]
- Peliosanthes hirsuta[12]
- Peliosanthes inaperta[13]
- Peliosanthes irinae[14]
- Peliosanthes kaoi
- Peliosanthes kenhillii[5]
- Peliosanthes kenhilloides[13]
- Peliosanthes khasiana[15]
- Peliosanthes longicoronata[16]
- Peliosanthes lucida[11]
- Peliosanthes macrophylla: Sơn mộc.
- Peliosanthes macrostegia
- Peliosanthes micrantha[17]
- Peliosanthes minutiflora[18]
- Peliosanthes nivea[6]
- Peliosanthes nutans[6]: Huệ đá hoa đen.
- Peliosanthes ophiopogonoides
- Peliosanthes pachystachya
- Peliosanthes reflexa
- Peliosanthes retroflexa[6]: Huệ đá cong.
- Peliosanthes separata[19]
- Peliosanthes sessilis
- Peliosanthes sinica
- Peliosanthes splendens[13]: Huệ đá bò.
- Peliosanthes subcoronata
- Peliosanthes subspicata[15]
- Peliosanthes tatianae[10]
- Peliosanthes teta: Sâm cau, sâm mây, huệ đá.
  - Peliosanthes teta subsp. humilis: Sâm cau, sơn mộc, huệ rừng.
  - Peliosanthes teta subsp. teta
- Peliosanthes triandra[20]
- Peliosanthes weberi
- Peliosanthes yunnanensis: Huệ đá Vân Nam.